# Draft de la NBA G League de 2017
El Draft de la NBA G League de 2017 se celebró el día 21 de octubre de 2017. Constó de cuatro rondas.

## Selecciones del draft
| PG | Base | SG | Escolta | SF | Alero | PF | Ala Pívot | C | Pívot |

| ^ | Denota jugador que ha sido seleccionado para un NBA Development League All-Star Game(s)                                         |
| * | Denota jugador que ha sido seleccionado para un NBA Development League All-Star Game(s) y también elegido en el Draft de la NBA |
| † | Denota jugador elegido también en el Draft de la NBA                                                                            |

### Primera ronda
| Pick | Jugador                 | Pos. | Nacionalidad   | Equipo                                     | Universidad / Club      |
| ---- | ----------------------- | ---- | -------------- | ------------------------------------------ | ----------------------- |
| 1    | Eric Stuteville         | C    | Estados Unidos | Northern Arizona Suns (vía Iowa)           | Sacramento State        |
| 2    | Brandon Austin          | G    | Estados Unidos | Reno Bighorns (vía Salt Lake City)         | Northwest Florida State |
| 3    | Maverick Rowan          | G    | Estados Unidos | Lakeland Magic                             | North Carolina State    |
| 4    | Thomas Wimbush          | G    | Estados Unidos | Long Island Nets                           | Fairmont State          |
| 5    | Paul Watson             | G    | Estados Unidos | Westchester Knicks                         | Fresno State            |
| 6    | Rahlir Hollis-Jefferson | F    | Estados Unidos | Northern Arizona Suns (vía Greensboro)     | Temple                  |
| 7    | Chris Flemmings         | G    | Estados Unidos | Reno Bighorns                              | UNC-Wilmington          |
| 8    | Marquise Moore          | G    | Estados Unidos | Iowa Wolves (vía Northern Arizona)         | George Mason            |
| 9    | Mychal Mulder           | G    | Canadá         | Windy City Bulls                           | Kentucky                |
| 10   | Scott Machado           | G    | Estados Unidos | South Bay Lakers (vía Texas)               | Iona                    |
| 11   | Jay Wright              | G    | Estados Unidos | Northern Arizona Suns (vía Austin)         | Louisiana–Lafayette     |
| 12   | Darin Johnson           | G    | Estados Unidos | Delaware 87ers                             | Cal State Northridge    |
| 13   | Malcolm Bernard         | G    | Estados Unidos | Grand Rapids Drive                         | Xavier                  |
| 14   | Kris Jenkins            | G    | Estados Unidos | Sioux Falls Skyforce                       | Villanova               |
| 15   | Tyler Roberson          | F    | Estados Unidos | Agua Caliente Clippers                     | Syracuse                |
| 16   | Cole Huff               | F    | Estados Unidos | Greensboro Swarm (vía Wisconsin)           | Creighton               |
| 17   | Maksym Pustozvonov      | F    | Ucrania        | Memphis Hustle                             | Ucrania                 |
| 18   | Jeremy Hollowell        | F    | Estados Unidos | Erie BayHawks                              | Georgia State           |
| 19   | Cullen Russo            | F    | Estados Unidos | Canton Charge                              | Fresno State            |
| 20   | Daesung Lee             | G    | Corea del Sur  | Erie BayHawks (vía Maine)                  | BYU-Hawaii              |
| 21   | Tra-Deon Hollins        | G    | Estados Unidos | Fort Wayne Mad Ants                        | Omaha                   |
| 22   | Ian Baker               | G    | Estados Unidos | South Bay Lakers (vía Santa Cruz)          | New Mexico State        |
| 23   | T.J. Wallace            | G    | Estados Unidos | Oklahoma City Blue (vía Rio Grande Valley) | Pacific Tigers          |
| 24   | Dominic Cheek           | G    | Estados Unidos | Maine Red Claws (vía South Bay)            | Villanova               |
| 25   | Tyler Harris            | G    | Estados Unidos | Agua Caliente Clippers (vía Oklahoma City) | Auburn                  |
| 26   | Kethan Savage           | G    | Estados Unidos | Raptors 905                                | Butler                  |

### Jugadores destacados de otras rondas
| Ronda | Pick | Jugador       | Pos. | Nacionalidad   | Equipo                   | Universidad / Club |
| ----- | ---- | ------------- | ---- | -------------- | ------------------------ | ------------------ |
| 2     | 27   | Tony Parker   | F/C  | Estados Unidos | Iowa Wolves              | UCLA               |
| 2     | 30   | Buay Tuach    | G/F  | Etiopía        | Long Island Nets         | Loyola Marymount   |
| 2     | 37   | Ty Abbott     | G    | Estados Unidos | Delaware 87ers           | Arizona State      |
| 2     | 41   | Jaylen Morris | G    | Estados Unidos | Erie BayHawks            | Molloy College     |
| 2     | 48   | Tony Wroten†  | G    | Estados Unidos | Rio Grande Valley Vipers | Washington         |
| 4     | 86   | Derrick Nix   | C    | Estados Unidos | Windy City Bulls         | Michigan State     |
| 4     | 95   | Amjyot Singh  | F    | India          | Oklahoma City Blue       | India              |